# Haukeli
Haukeli är en by i Vinje kommun i Telemark fylke i södra Norge. Byn ligger där Europaväg 134 möter riksväg 9.